# البلديات القديمة لفنلندا
هذه القائمة تتكون من البلديات الفنلدية القديمة التي اختفت.
كانت البلديات الفنلندية عادة ما تستطيع الاندماج فيما بينها أو الانقسام، مما أدي إلى اختفاء البعض منها. وكان من أشهر تلك البلديات الفنلندية التي لم تعمر كتيرا بلدية بياك سانما التي أنشئت في 1 يناير (كانون الثاني) 2004، ثُم ضمت إلى بياك ساماكى في 1 يناير (كانون الثاني) 2007. تضم هذه القائمة أيضا البلديات التي اختفت عام 1944 في أعقاب الانضمام إلى الاتحاد السوفياتي.

## لمحة تاريخية
لم يكن في فنلندا خلال العصور الوسطى سوى ست مدن فقط، ثُم ازداد عدد المدن الفنلندية إلى ثماني مدن في القرن السادس عشر. وبحلول نهاية القرن السابع عشر، كان هناك 14 مدينة جديدة. وبحلول نهاية الحكم السويدي لفنلندا، وصل العدد إلى 28 مدينة، وفي عام 1870، كان هناك 33 مدينة. وخلال الفترة من عام 1639 إلى عام 1765، لم يكن سوى لثلاث مدن فنلندية فقط الحق في ممارسة التجارة الخارجية المباشرة، وهي مدن: آبو/توركو، وفيبورغ/فيبوري، وهلسنكي. كانت هذه المدن صغيرة الحجم. في عام 1640، بلغ عدد سكان آبو 5400 نسمة، وكانت سادس أكبر مدينة في المملكة السويدية. وبحلول عام 1870، كان عدد سكان هلسنكي بالكاد يتجاوز 28000 نسمة. وكانت اللغة السويدية هي اللغة الرسمية للإدارة والمجالس البلدية حتى عام 1886، ثم في العديد من المدن لاحقًا. لم ينجُ من المباني القديمة في أقدم المدن سوى القليل جدًا، إذ دُمِّرت بفعل الحرب والحرائق. خلال حرب الشمال العظمى (حرب ستورا أوفريدن)، دُمِّرت جميع مباني تسع مدن كبيرة. في القرنين الثامن عشر والتاسع عشر، اجتاحت حرائق ضخمة المدن. بين عامي ١٨٠٩ و١٨٥٦، دُمِّرت إحدى عشرة مدينة بالحرائق. باستثناء الكنائس والقلاع، لا يوجد في فنلندا أي مبنى من العصور الوسطى محفوظ بالكامل. فقط مدينتا آبو وفيبورغ كانتا تحتويان على مبانٍ حجرية؛ أما المدن الأخرى، فلم يكن بها سوى أقبية حجرية.

## البلديات التي اندمجت
القائمة التالية توضح البلديات التي اختفت نتيجة الاندماج الكلى مع بلدية أو اكتر من بلدية.
1934
- كيرولا Kyyrölä : Muolaa (المضمومة من قبلالاتحاد السوفياتي في عام 1944)

1946
- اكا: قُسّمت عام 1946 بين بلديات تويجالا وكيلماكوسكي وساكسماكي وفيالا، ثُم أعيد تأسيسها بنفس الاسم في عام 2007 عندما توحيد بلديتي تويالا وفييالا.
- Degerby : انغه (أوسيما)
- Haagan kauppala : هلسنكي (أوسيما)
- Huopalahti : هلسنكي (أوسيما)
- Korpiselkä : Tuupovaara (شمال Carelia)
- Kulosaari : هلسنكي (أوسيما)
- Oulunkylä : هلسنكي (أوسيما)
- Pälkjärvi : توهماجارفي (شمال Carelia)
- Säkkijärvi : Miehikkälä (وادي Kymi), Ylämaa (جنوب كاريليا)
- Vahviala : Lappee, Ylämaa (جنوب كاريليا)
- Värtsilä : توهماجارفي (شمال Carelia)

1947
- Messukylä : تامبيري (Pirkanmaa)

1948
- Hämeenlinnan maalaiskunta : هامينلينا، رينكو، Vanaja (كانتا-Häme)
- Jääski : إمارتا، جوتسنو، رووكولاهتي; (جنوب كاريليا)

1954
- Pielisensuu : جوينسو (شمال Carelia)
- Säräisniemi : فا اله (كاينو)

1959
- Seinäjoen maalaiskunta : Seinäjoki (بوهيانما الجنوبية)

1964
- Naantalin maalaiskunta : ناتالي (فنلندا الخاصة)

1965
- Oulujoki : أولو، هاوكيبوداس، كمبل، كييمينكي، Oulunsalo, Tyrnävä, Utajärvi, Ylikiiminki (بوهيانما الشمالية)

1966
- Aitolahti : تامبيري (Pirkanmaa)

1967
- Angelniemi : Halikko (فنلندا الخاصة)
- Lappee : لابينرانتا (جنوب كاريليا)
- Lauritsala : لابينرانتا (جنوب كاريليا)
- Maaria : توركو (فنلندا الخاصة)
- Porin maalaiskunta : بوري (Satakunta)
- Uskela : سالو (فنلندا الخاصة)
- Vanaja : هامينلينا، Hattula, Janakkala, رينكو (كانتا-Häme)

1968
- Kakskerta : توركو (فنلندا الخاصة)

1969
- Hyvinkään maalaiskunta : هوفينكا (أوسيما)
- كارونا: ساوفو، كيميتو (فنلندا الخاصة)
- Kauvatsa : كوكماكي (Satakunta)
- Koijärvi : Forssa (كانتا-Häme), Urjala (Pirkanmaa)
- Koskenpää : جامسانكوسكي (فنلندا الوسطى)
- Kuopion maalaiskunta : كوبيو، Siilinjärvi (Savonie الشمال)
- Nedervetil : كرونوبي (Österbotten)
- [[|]][الإنجليزية] : Kaarlela (بوهيانما-الوسطى)
- Pihlajavesi : كوروو (فنلندا الوسطى)
- بيهاجارفي Ul : كاركيله (أوسيما)
- Terjärv : كرونوبي (Österbotten)
- Uudenkaupungin maalaiskunta : أوسيكاوبونكي (فنلندا الخاصة)

1970
- Hinnerjoki : اوره (Satakunta)
- Honkilahti : اوره (Satakunta)

1971
- Muuruvesi : Juankoski (Savonie الشمال)
- Säyneinen : Juankoski (Savonie الشمال)
- Tyrväntö : Hattula (كانتا-Häme)

1972
- ألينين : أصبحت جزءًا من بلدية بوري (Satakunta) في عام 1972.[2]
- Teisko : تامبيري، كورو (Pirkanmaa)

1973
- ألاتورنيو: أصبحت جزءًا من بلدية تورنيو في عام 1973.[3]
- بيوركوبي: أصبحت جزءًا من بلدية كورشولم في عام 1973.[4][5]
- Eräjärvi : Orivesi (Pirkanmaa)
- Karkku : Vammala (Pirkanmaa)
- Karunki : Tornio (Laponie)
- Kvevlax : Korsholm (Ostrobotnie)
- Lappfjärd : Kristinestad (Ostrobotnie)
- Nurmeksen maalaiskunta : Nurmes (Carélie du Nord)
- Paattinen : Turku (Finlande propre)
- Paavola : Ruukki (Ostrobotnie du Nord)
- Pielisjärvi : Lieksa (Carélie du Nord)
- Pohjaslahti : Vilppula, Virrat (Pirkanmaa)
- Rautio : Kalajoki (Ostrobotnie du Nord)
- Replot : Korsholm (Ostrobotnie)
- Revonlahti : Ruukki (Ostrobotnie du Nord)
- Riistavesi : Kuopio (Savonie du Nord)
- Sääksmäki : Valkeakoski (Pirkanmaa)
- Sääminki : Savonlinna, Punkaharju (Savonie du Sud)
- Saloinen : Raahe (Ostrobotnie du Nord)
- Sideby : Kristinestad (Ostrobotnie)
- Simpele : Rautjärvi (Carélie du Sud)
- Tyrvää : Vammala (Pirkanmaa)

1974
- Haapasaari : كوتكا (وادي Kymi)
- Pyhämaa : أوسيكاوبونكي (فنلندا الخاصة)

1975
- Anjala : Anjalankoski (وادي Kymi)
- Bergö : مالاكس (بوهيانما)
- Jeppo : نيكارلبي (بوهيانما)
- سبلا: Anjalankoski (وادي Kymi)

1976
- Metsämaa : Loimaan maalaiskunta (فنلندا الخاصة)
- Tottijärvi : نوكيا (Pirkanmaa)

1977
- Ähtävä : Pedersöre (بوهيانما)
- اكناس Landsortskommun : اكناس (أوسيما)
- Kaarlela : كوكولا (بوهيانما-الوسطى)
- Kajaanin maalaiskunta : Kajaani (كاينو)
- Karhula : كوتكا (وادي Kymi)
- Karjalan : ميناماكي (فنلندا الخاصة)
- Kymi : كوتكا (وادي Kymi)
- Purmo : Pedersöre (بوهيانما)
- Snappertuna : اكناس، K A R (أوسيما)
- Somerniemi : سومرو (فنلندا الخاصة)

1981
- Keikyä : اتسه (Pirkanmaa)
- Kiikka : اتسه (Pirkanmaa)
- Lokalahti : أوسيكاوبونكي (فنلندا الخاصة)
- Nummi : Nummi-Pusula (أوسيما)
- Pusula : Nummi-Pusula (أوسيما)

1989
- Nuijamaa : لابينرانتا (جنوب كاريليا)

1993
- Kalanti : أوسيكاوبونكي (فنلندا الخاصة)
- Konginkangas : آنيكوسكي (فنلندا الوسطى)
- Rauman maalaiskunta : راوما (Satakunta)
- سايناتسالو: يوفاسكولا (فنلندا الوسطى)
- Tenala : اكناس (أوسيما)

1995
- Loimaan kunta : Loimaa (فنلندا الخاصة)

1997
- Heinolan maalaiskunta : Heinola (Päijät-Häme)
- Lohjan kunta : لوهيا (أوسيما)
- Porvoon maalaiskunta : بورجا (أوسيما)

2001
- Anttola : ميكيلي (Savonie الجنوب)
- Kuorevesi : يامسا (فنلندا الوسطى)
- Mikkelin maalaiskunta : ميكيلي (Savonie الجنوب)
- Temmes : Tyrnävä (بوهيانما الشمالية)

2003
- Pattijoki : رآهي (بوهيانما الشمالية)
- Vehkalahti : حامينا (وادي Kymi)

2004
- Jäppilä : Pieksänmaa (Savonie الجنوب)
- Pieksämäen maalaiskunta : Pieksänmaa (Savonie الجنوب)
- Virtasalmi : Pieksänmaa (Savonie الجنوب)

2005
- Kangaslampi : فاركاوس (Savonie الشمال)
- Karinainen : Pöytyä (فنلندا الخاصة)
- Kiihtelysvaara : جوينسو (شمال Carelia)
- Kullaa : الفيلة (Satakunta)
- Peräseinäjoki : Seinäjoki (بوهيانما جنوب)
- ساري: Parikkala (جنوب كاريليا)
- ساهالاتي: Kangasala (Pirkanmaa)
- Tuupovaara : جوينسو (شمال Carelia)
- Uukuniemi : Parikkala (جنوب كاريليا)
- Vehmersalmi : كووبيو (Savonie الشمال)

2006
- Rovaniemen maalaiskunta : روفانيمي (لابلاند)

2007
- Haukivuori : Mikkeli (Savonie du Sud)
- Kodisjoki : Rauma (Satakunta)
- Kuivaniemi : Ii (Ostrobotnie du Nord)
- Längelmäki : Jämsä (Finlande-Centrale), Orivesi (Pirkanmaa)
- Luopioinen : Pälkäne (Pirkanmaa)
- Maxmo : Vörå-Maxmo (Ostrobotnie)
- Mietoinen : Mynämäki (Finlande propre)
- Pieksänmaa : Pieksämäki (Savonie du Sud)
- Ruukki : Siikajoki (Ostrobotnie du Nord)
- Sumiainen : Äänekoski (Finlande-Centrale)
- Suodenniemi : Vammala (Pirkanmaa)
- Suolahti : Äänekoski (Finlande-Centrale)
- Toijala : Akaa (Pirkanmaa)
- Viiala : Akaa (Pirkanmaa)
- Viljakkala : Ylöjärvi (Pirkanmaa)
- Vörå (ancienne municipalité): Vörå-Maxmo (Ostrobotnie)
- Vuolijoki : Kajaani (Kainuu)

2008
- Leivonmäki : Joutsa (فنلندا الوسطى)

2009
- Alahärmä : Kauhava (Ostrobotnie du Sud)
- Anjalankoski : Kouvola (vallée de la Kymi)
- Askainen : Masku (Finlande propre)
- Äetsä : Sastamala (Pirkanmaa)
- Dragsfjärd : Kimitoön (Finlande propre)
- Ekenäs : Raseborg (Uusimaa)
- Elimäki : Kouvola (vallée de la Kymi)
- Eno : Joensuu (Carélie du Nord)
- Halikko : Salo (Finlande propre)
- Hauho : Hämeenlinna (Kanta-Häme)
- Houtskär : Väståboland (Finlande propre)
- Iniö : Väståboland (Finlande propre)
- Jaala : Kouvola (vallée de la Kymi)
- Jämsänkoski : Jämsä (Finlande-Centrale)
- Joutseno : Lappeenranta (Carélie du Sud)
- Jurva : Kurikka (Ostrobotnie du Sud)
- Jyväskylän maalaiskunta : Jyväskylä (Finlande-Centrale)
- Kälviä : Kokkola (Ostrobotnie-Centrale)
- Kalvola : Hämeenlinna (Kanta-Häme)
- Karis : Raseborg (Uusimaa)
- Kestilä : Siikalatva (Ostrobotnie du Nord)
- Kiikala : Salo (Finlande propre)
- Kimito : Kimitoön (Finlande propre)
- Kisko : Salo (Finlande propre)
- Kiukainen : Eura (Satakunta)
- Korpilahti : Jyväskylä (Finlande-Centrale)
- Korpo : Väståboland (Finlande propre)
- Kortesjärvi : Kauhava (Ostrobotnie du Sud)
- Kuru : Ylöjärvi (Pirkanmaa)
- Kuusankoski : Kouvola (vallée de la Kymi)
- Kuusjoki : Salo (Finlande propre)
- Lammi : Hämeenlinna (Kanta-Häme)
- Lappi : Rauma (Satakunta)
- Lehtimäki : Alajärvi (Ostrobotnie du Sud)
- Lemu : Masku (Finlande propre)
- Lohtaja : Kokkola (Ostrobotnie-Centrale)
- Mänttä : Mänttä-Vilppula (Pirkanmaa)
- Mellilä : Loimaa (Finlande propre)
- Merimasku : Naantali (Finlande propre)
- Mouhijärvi : Sastamala (Pirkanmaa)
- Muurla : Salo (Finlande propre)
- Nagu : Väståboland (Finlande propre)
- Nurmo : Seinäjoki (Ostrobotnie du Sud)
- Pargas : Väståboland (Finlande propre)
- Perniö : Salo (Finlande propre)
- Pertteli : Salo (Finlande propre)
- Piikkiö : Kaarina (Finlande propre)
- Piippola : Siikalatva (Ostrobotnie du Nord)
- Pulkkila : Siikalatva (Ostrobotnie du Nord)
- Pyhäselkä : Joensuu (Carélie du Nord)
- Pylkönmäki : Saarijärvi (Finlande-Centrale)
- Rantsila : Siikalatva (Ostrobotnie du Nord)
- Renko : Hämeenlinna (Kanta-Häme)
- Rymättylä : Naantali (Finlande propre)
- Sammatti : Lohja (Uusimaa)
- Särkisalo : Salo (Finlande propre)
- Savonranta : Savonlinna (Savonie du Sud)
- Suomusjärvi : Salo (Finlande propre)
- Tuulos : Hämeenlinna (Kanta-Häme)
- Ullava : Kokkola (Ostrobotnie-Centrale)
- Vahto : Rusko (Finlande propre)
- Valkeala : Kouvola (vallée de la Kymi)
- Vammala : Sastamala (Pirkanmaa)
- Vampula : Huittinen (Satakunta)
- Västanfjärd : Kimitoön (Finlande propre)
- Velkua : Naantali (Finlande propre)
- Vilppula : Mänttä-Vilppula (Pirkanmaa)
- Yläne : Pöytyä (Finlande propre)
- Ylihärmä : Kauhava (Ostrobotnie du Sud)
- Ylikiiminki : Oulu (Ostrobotnie du Nord)
- Ylistaro : Seinäjoki (Ostrobotnie du Sud)

2010
- Himanka : Kalajoki (بوهيانما الشمالية)
- Liljendal : Loviisa (أوسيما)
- Noormarkku : بوري (Satakunta)
- برنه: Loviisa (أوسيما)
- Ruotsinpyhtää : Loviisa (أوسيما)
- Ylämaa : لابينرانتا (جنوب كاريليا)

2011
- ارتجارفي: اوريماتيله (Päijät-Häme)
- Karttula : كووبيو (Savonie الشمال)
- Kuhmalahti : Kangasala (Pirkanmaa)
- Kylmäkoski : Akaa (Pirkanmaa)
- Oravais : فوره (بوهيانما)
- Varpaisjärvi : Lapinlahti (Savonie الشمال)
- فوره-Maxmo : فوره (بوهيانما)

2013
- هاوكيبوداس: أولو (بوهيانما الشمالية)
- Karjalohja : لوهيا (أوسيما)
- Kerimäki : سافونلينا (Savonie الجنوب)
- Kesälahti : ألمانيا (شمال Carelia)
- Kiikoinen : Sastamala (Pirkanmaa)
- كييمينكي: أولو (بوهيانما الشمالية)
- Nilsiä: كووبيو (Savonie الشمال)
- Nummi-Pusula : لوهيا (أوسيما)
- Oulunsalo : أولو (بوهيانما الشمالية)
- Punkaharju : سافونلينا (Savonie الجنوب)
- ريستيينه: ميكيلي (Savonie الجنوب)
- Suomenniemi : ميكيلي (Savonie الجنوب)
- Töysä : Alavus (بوهيانما جنوب)
- Vähäkyrö : فاسا (بوهيانما)
- Vihanti : رآهي (بوهيانما الشمالية)
- التجهيزات الثاني: أولو (بوهيانما الشمالية)

## إعادة تسمية
1913
- سالو: Saloinen (بوهيانما الشمالية)

1936
- Kuolajärvi : صلى الله (لابلاند)
- Uusikirkko Tl : Kalanti (فنلندا الخاصة)

1938
- Pohjois-Pirkkala : نوكيا (Pirkanmaa)

1948
- Pieksämä : Pieksämäki (Savonie الجنوب)

1949
- Turtola : بيللو (لابلاند)

1968
- Kuusjärvi : Outokumpu (شمال Carelia)

1978
- Loimaan maalaiskunta : Loimaan kunta (فنلندا الخاصة)

1979
- Kemin maalaiskunta : كمينماه (لابلاند)
- Lohjan maalaiskunta : Lohjan kunta (أوسيما)

1993
- بيهاجارفي رأ: Pyhäsalmi (بوهيانما الشمالية)

1995
- كوسكي Hl : Hämeenkoski (Päijät-Häme)

1996
- Pyhäsalmi : بيهاجارفي (بوهيانما الشمالية)

2012
- Väståboland : بارغاس (فنلندا جنوب-غرب)

## الضم الى الاتحاد السوفييتي

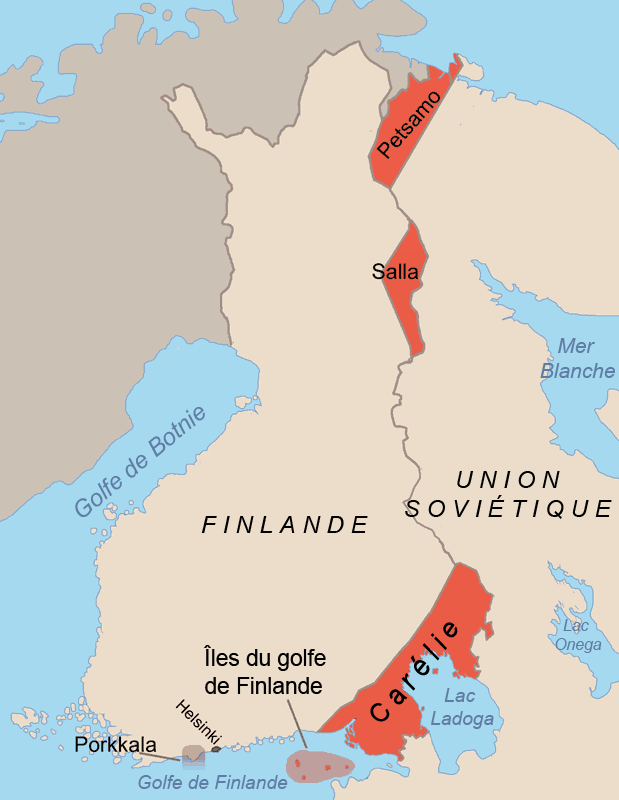
خريطة المناطق التي ضمها الاتحاد السوفياتي في عام 1944.

في عام 1944، في أعقاب حرب الاستمرار، تنازلت فنلندا إلىالاتحاد السوفياتي، بعد هدنة موسكو،  جزء من كاريليا، منطقة بتسامو و salla.
القائمة التالية توضح البلديات الفنلندية التي تأثرة بهاته الاندماجات:
- Province de Viipuri :
  - كامينوغورسك
  - Äyräpää
  - Harlu
  - Heinjoki
  - Hiitola
  - Impilahti
  - Jaakkima
  - Jääski (cession partielle)
  - Johannes
  - Käkisalmen maalaiskunta
  - Käkisalmi
  - Kanneljärvi
  - Kaukola
  - Kirvu
  - Kivennapa
  - Koivisto
  - Koiviston maalaiskunta
  - Korpiselkä (cession partielle)
  - Kuolemajärvi
  - Kurkijoki
  - Lahdenpohja
  - Lavansaari
  - Lumivaara
  - Metsäpirtti
  - Muolaa
  - Pyhäjärvi Vpl
  - Räisälä
  - Rautu
  - Ruskeala
  - Säkkijärvi (cession partielle)
  - Sakkola
  - Salmi
  - Seiskari
  - Simpele (cession partielle)
  - Soanlahti
  - Sortavala
  - Sortavalan maalaiskunta
  - Suistamo
  - Suojärvi
  - Suursaari
  - Terijoki
  - Tytärsaari
  - Uusikirkko
  - Vahviala (cession partielle)
  - Valkjärvi
  - Viipuri
  - Viipurin maalaiskunta
  - Vuoksela
  - Vuoksenranta
- جنوب كاريليا:
  - Pälkjärvi (جزئية مهمة)
  - Värtsilä (جزئية مهمة)
- لابلاند:
  - Petsamo

البلديات التي تنازلت عنه فنلندا جزئيا، ضمت في  بلديات أخرى في السنوات الموالية.

## مقالات ذات صلة
- البلديات فنلندا
- قائمة البلديات في فنلندا